# 1866 Sisyphus
Az 1866 Sisyphus (ideiglenes jelöléssel 1972 XA) egy földközeli kisbolygó. Wild, P. fedezte fel 1972. december 5-én.